# Alpinia rufa
Alpinia rufa är en enhjärtbladig växtart som först beskrevs av Karel Presl, och fick sitt nu gällande namn av Andrés Náves. Alpinia rufa ingår i släktet Alpinia och familjen Zingiberaceae.
Artens utbredningsområde är Filippinerna. Inga underarter finns listade i Catalogue of Life.